# Europese weg 47
De Europese weg 47 of E47 is een Europese weg die loopt van Helsingborg in Zweden naar Lübeck in Duitsland.
De Europese weg 47 is een Klasse A Noord-Zuid-verbindingsweg en verbindt het Zweedse Helsingborg met het Duitse Lübeck en komt hiermee op een afstand van ongeveer 290 kilometer. De route is door de UNECE als volgt vastgelegd: Helsingborg ... Helsingør - Kopenhagen - Køge - Vordingborg - Farø - Rødby ... Lübeck.

## Traject
Vanaf het Zweedse Helsingborg gaat de veerboot naar het Deense Helsingør. In Denemarken volgt de E55 het grootste deel van de route, maar die slaat bij Nykøbing Falster af. De E47 bestaat uit de volgende Deense autosnelwegen:
- Helsingørmotorvejen, tussen Helsingør en Kopenhagen
- Motorring 3, een ringweg van Kopenhagen
- Køge Bugt Motorvejen, tussen Kopenhagen en Køge
- Sydmotorvejen, tussen Køge en Rødby

Vanaf het Deense Rødby vertrekken veerboten naar het Duitse Puttgarden. Vanaf daar worden de Duitse B207 en A1 gevolgd tot aan Lübeck.